# Hinüber – Herüber
Hinüber – Herüber – Hinüber – Herüber ist eine als Intermezzo angelegte Posse nach einer dem „Humorist“ entnommenen Anekdote, dramatisiert von Johann Nestroy. Das Stück entstand 1844 und wurde am 16. März dieses Jahres im Theater in der Leopoldstadt als Benefizvorstellung für Nestroy uraufgeführt.

## Inhalt
Der ebenso einfältige wie dickköpfige Wirt hat durch den Abschluss eines Pachtvertrags 5000 Gulden erhalten. Von zwei Spitzbuben – die er jedoch für englische Lords hält – wird er verleitet, eine scheinbar leicht zu gewinnende Wette abzuschließen: Er soll eine Viertelstunde lang seine Pendeluhr beobachten und im Takt des Perpendikels „Hinüber – Herüber“ sagen, ohne sich dabei ablenken zu lassen. Tatsächlich sagt er stur diese Worte und kann weder durch den Kellner, noch durch den Hausknecht, ja sogar nicht einmal durch den deshalb gefährdeten Heurathscontract (Verlobung) seiner Tochter mit einem reichen alten Amtmann daran gehindert werden. Die zwei Gauner entfernen sich unter einer Ausrede mit seiner Brieftasche und als er endlich seine Wette beendet hat, sind sie bereits entflohen. Da wettet seine Gattin mit ihm, er werde sein Geld nicht zurückbekommen und setzt die Verlobung der Tochter mit dem von dieser geliebten Kellner als Preis ein. Der Kellner hat jedoch, misstrauisch geworden, die beiden Reisenden bereits verfolgt und verhaften lassen. Als er die Brieftasche mit den 5000 Gulden zurückbringt, muss der Wirt aus Dankbarkeit der Verlobung zustimmen.
Der geschwätzige und einfältige Gevatter versucht lediglich, vom Wirten jede Störung bei der Wette fernzuhalten.

## Werksgeschichte
Am 28. Dezember 1843 erschien in der Zeitschrift Der Humorist eine Anekdote unter dem Titel Die gewonnene und doch verlorene Wette. Der Inhalt – das Spitzbubenstück – wurde von Nestroy für seine Posse übernommen und durch die Liebesgeschichte erweitert. Die im Original in New York spielende Anekdote wurde von ihm ins Wienerische Milieu übertragen und ist lediglich eine Gelegenheitsarbeit als Füller zwischen zwei älteren Possen, die bei seinem Benefizabend aufgeführt wurden. Diese beiden Stücke waren Der Dorfbarbier, ein Singspiel von Joseph Weidmann sowie Der Bär und der Bassa, eine Burleske nach einem Stück von Eugène Scribe.
Zwei Originalmanuskripte Nestroys werden in der Handschriftensammlung der Wienbibliothek im Rathaus aufbewahrt.

## Zeitgenössische Rezeption
Die zeitgenössische Kritik nahm das kleine Werk meist freundlich auf, allerdings nicht ohne auf dessen geringen literarischen Wert ohne höheren Anspruch hinzuweisen. Der Wanderer vom 18. März 1844 schrieb dazu:
Ein kleineres Stückchen gibt es nicht leicht; es ist eigentlich gar nichts, aber es unterhält und verräth in den wenigen leichten Pinselstrichen den geübten Meister.
Besonders das gelungene Spiel von Nestroys Partner Wenzel Scholz als Wirt fand große Anerkennung, vor allem für seinen nuanciert betonten Vortrag des stereotypen „Hinüber – Herüber“. Für sich selbst hatte Nestroy die Nebenrolle des Gevatters geschrieben, der nichts zu thun hat, als dazustehen, nachzugeben und Ja sagen.